# Evelyn Cavendish
Evelyn Cavendish, duquesa de Devonshire GCVO, JP, LLD (27 de agosto de 1870 -2 de abril de 1960), nacida Lady Evelyn Emily Mary FitzMaurice, hija de Henry Petty-Fitzmaurice quinto marqués de Lansdowne y su esposa, Maud. 
Evelyn se casó el 30 de julio de 1892 con Victor Cavendish, quien sucedió a su tío como noveno Duque de Devonshire en 1908, con lo cual Evelyn se convirtió en Duquesa de Devonshire. Ella fue Mistress of the Robes de la reina María desde 1910 hasta 1916, y nuevamente desde 1921 hasta 1953.

## Honores
- Dama gran cruz de la Real Orden Victoriana (GCVO) en 1937.
- Dama de justicia de la Venerable Orden de San Juan.
- Ella ocupó el cargo de Juez de Paz (JP) de Derbyshire.
- Se le concedió el título honorario de Doctor en Leyes (LLD) por la Universidad de Leeds.

## Descendencia
- Edward William Spencer Cavendish, décimo duque de Devonshire.
- Lady Maud Louisa Emma Cavendish.
- Lady Blanche Katherine Cavendish.
- Lady Dorothy Evelyn Cavendish.
- Lady Rachel Cavendish.
- Lord Charles Arthur Francis Cavendish.
- Lady Anne Cavendish.

| Predecesor: -                           | Mistress of the Robes 1910-1916       | Sucesor: Eileen Sutherland-Leveson-Gower, duquesa de Sutherland |
| Predecesor: SAR la Duquesa de Connaught | Virreina Consorte de Canadá 1916-1921 | Sucesor: Evelyn Byng, vizcondesa Byng de Vimy                   |

- Datos: Q531114
- Multimedia: Evelyn Cavendish, Duchess of Devonshire / Q531114